# Contea di Gongbo'gyamda
Gongbo'gyamda (工布江达县T; Gōngbùjiāngdá XiànP) è una contea cinese della prefettura di Nyingchi nella Regione Autonoma del Tibet.
Nel 1999 la contea contava 23.818 abitanti per una superficie totale di 12.886 km². Gongbo'gyamda significa "grande sbocco della valle" in tibetano. La principale caratteristica geografica è rappresentata dal lago Basum Tso, un lago a 3.700 metri sul livello del mare.

## Geografia antropica

### Centri abitati
- Jinda 金达镇
- Gongbujiangda 工布江达镇
- Bahe 巴河镇
- Jiaxing 加兴乡
- Niangpu 娘蒲乡
- Jiangda 江达乡
- Zhongsha 仲莎乡
- Zhula 朱拉乡
- Cuogao 措高乡